# Le Vieux-Marché
Le Vieux-Marché [lə vjø maʁʃe] (en breton : Ar C'houerc'had) est une commune du département des Côtes-d'Armor, dans la région Bretagne, en France.
Le 25 juillet 1954 y est créé par Louis Massignon le pèlerinage islamo-chrétien des Sept Dormants d'Éphèse.

## Géographie
Traversée par le Saint-Ethurien, la commune est située à l'est immédiat de Plouaret. À l'est de son territoire, sa frontière suit le Léguer sur plus de dix kilomètres.
| Plouaret | Ploubezre        | Pluzunet |
| Plouaret | du Vieux-Marché  | Trégrom  |
| Plouaret | Plounévez-Moëdec | Trégrom  |

### Hydrographie
Pour un article plus général, voir Réseau hydrographique des Côtes-d'Armor.
La commune est située dans le bassin Loire-Bretagne. Elle est drainée par le Léguer, le Saint Éturien et un autre petit cours d'eau,.
Le Léguer, d'une longueur de 58 km, prend sa source dans la commune de Bourbriac et se jette  dans la baie de Lannion en limite de Lannion et de Trédrez-Locquémeau, après avoir traversé 15 communes.  Les caractéristiques hydrologiques du Léguer sont données par la station hydrologique située sur la commune de Pluzunet. Le débit moyen mensuel est de 6,3 m3/s. Le débit moyen journalier maximum est de 72,3 m3/s, atteint lors de la crue du 26 janvier 1995. Le débit instantané maximal est quant à lui de 87,4 m3/s, atteint le 12 décembre 2000.

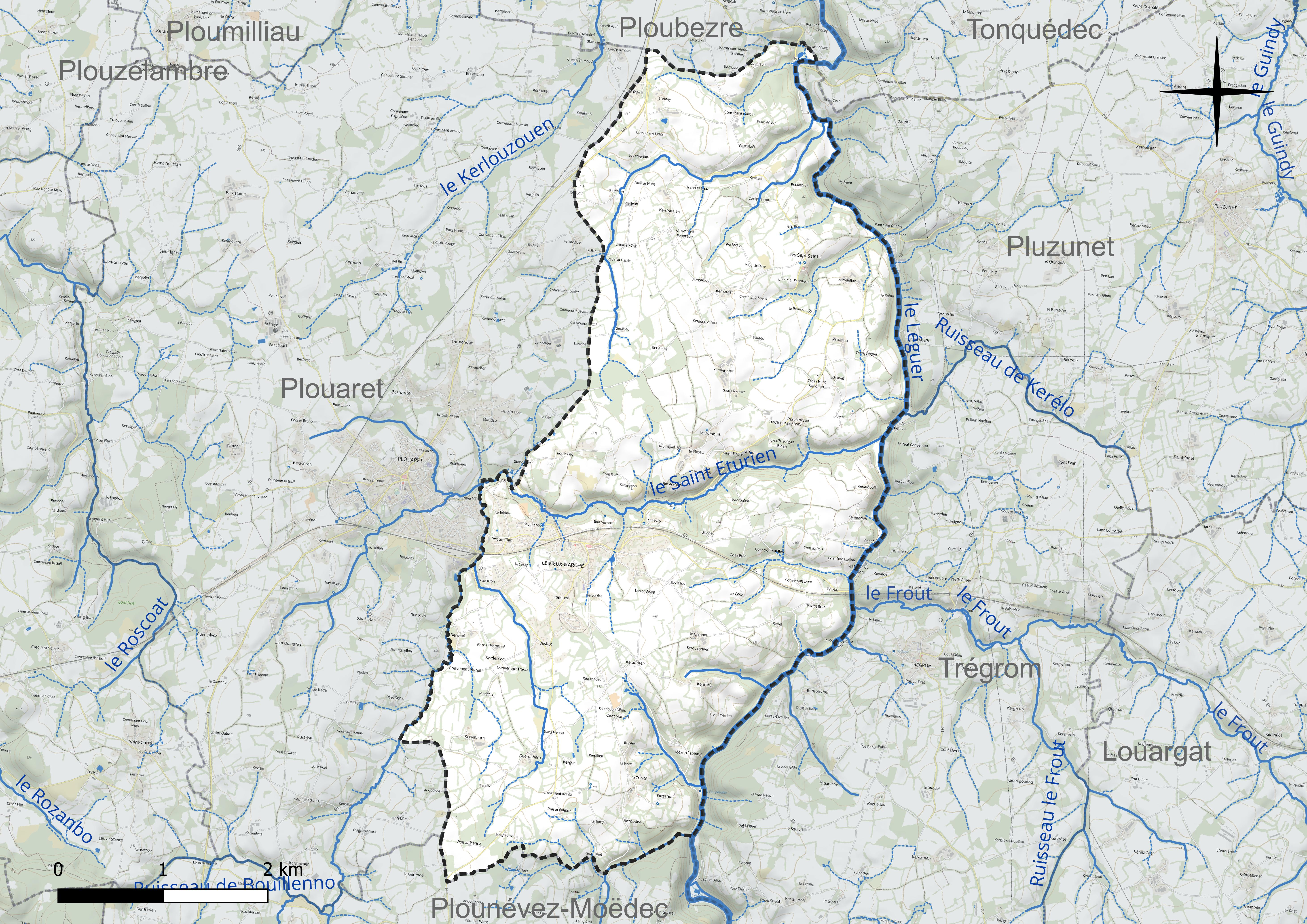
Réseau hydrographique du Vieux-Marché.

Le Saint Éturien, d'une longueur de 13 km, prend sa source dans la commune de Plounévez-Moëdec et se jette  dans le Léguer sur la commune. 

### Climat
Pour des articles plus généraux, voir Climat de la Bretagne et Climat des Côtes-d'Armor.
En 2010, le climat de la commune est de type climat océanique franc, selon une étude du Centre national de la recherche scientifique s'appuyant sur une série de données couvrant la période 1971-2000. En 2020, Météo-France publie une typologie des climats de la France métropolitaine dans laquelle la commune est exposée à un climat océanique et est dans la région climatique  Finistère nord, caractérisée par une pluviométrie élevée, des températures douces en hiver (6 °C), fraîches en été et des vents forts. Parallèlement l'observatoire de l'environnement en Bretagne publie en 2020 un zonage climatique de la région Bretagne, s'appuyant sur des données de Météo-France de 2009. La commune est, selon ce zonage, dans la zone « Intérieur  », exposée à un climat médian, à dominante océanique.  
Pour la période 1971-2000, la température annuelle moyenne est de 10,8 °C, avec  une amplitude thermique annuelle de 10,6 °C. Le cumul annuel moyen de précipitations est de 964 mm, avec 15,5 jours de précipitations en janvier et 8,1 jours en juillet. Pour la période 1991-2020, la température moyenne annuelle observée sur la station météorologique la plus proche, située sur la commune de Lannion à 14 km à vol d'oiseau, est de 11,6 °C et le cumul annuel moyen de précipitations est de 929,5 mm,. Pour l'avenir, les paramètres climatiques de la commune estimés pour 2050 selon différents scénarios d'émission de gaz à effet de serre sont consultables sur un site dédié publié par Météo-France en novembre 2022.

## Urbanisme

### Typologie
Au 1er janvier 2024, Le Vieux-Marché est catégorisée commune rurale à habitat dispersé, selon la nouvelle grille communale de densité à 7 niveaux définie par l'Insee en 2022.
Elle appartient à l'unité urbaine de Plouaret, une agglomération intra-départementale dont elle est une commune de la banlieue,. Par ailleurs la commune fait partie de l'aire d'attraction de Lannion, dont elle est une commune de la couronne,. Cette aire, qui regroupe 40 communes, est catégorisée dans les aires de 50 000 à moins de 200 000 habitants,.

### Occupation des sols
L'occupation des sols de la commune, telle qu'elle ressort de la base de données européenne d’occupation biophysique des sols Corine Land Cover (CLC), est marquée par l'importance des territoires agricoles (82,2 % en 2018), en augmentation par rapport à 1990 (79,2 %). La répartition détaillée en 2018 est la suivante : 
zones agricoles hétérogènes (57,8 %), terres arables (18,3 %), forêts (13,7 %), prairies (6,2 %), zones urbanisées (4,1 %). L'évolution de l’occupation des sols de la commune et de ses infrastructures peut être observée sur les différentes représentations cartographiques du territoire : la carte de Cassini (XVIIIe siècle), la carte d'état-major (1820-1866) et les cartes ou photos aériennes de l'IGN pour la période actuelle (1950 à aujourd'hui).

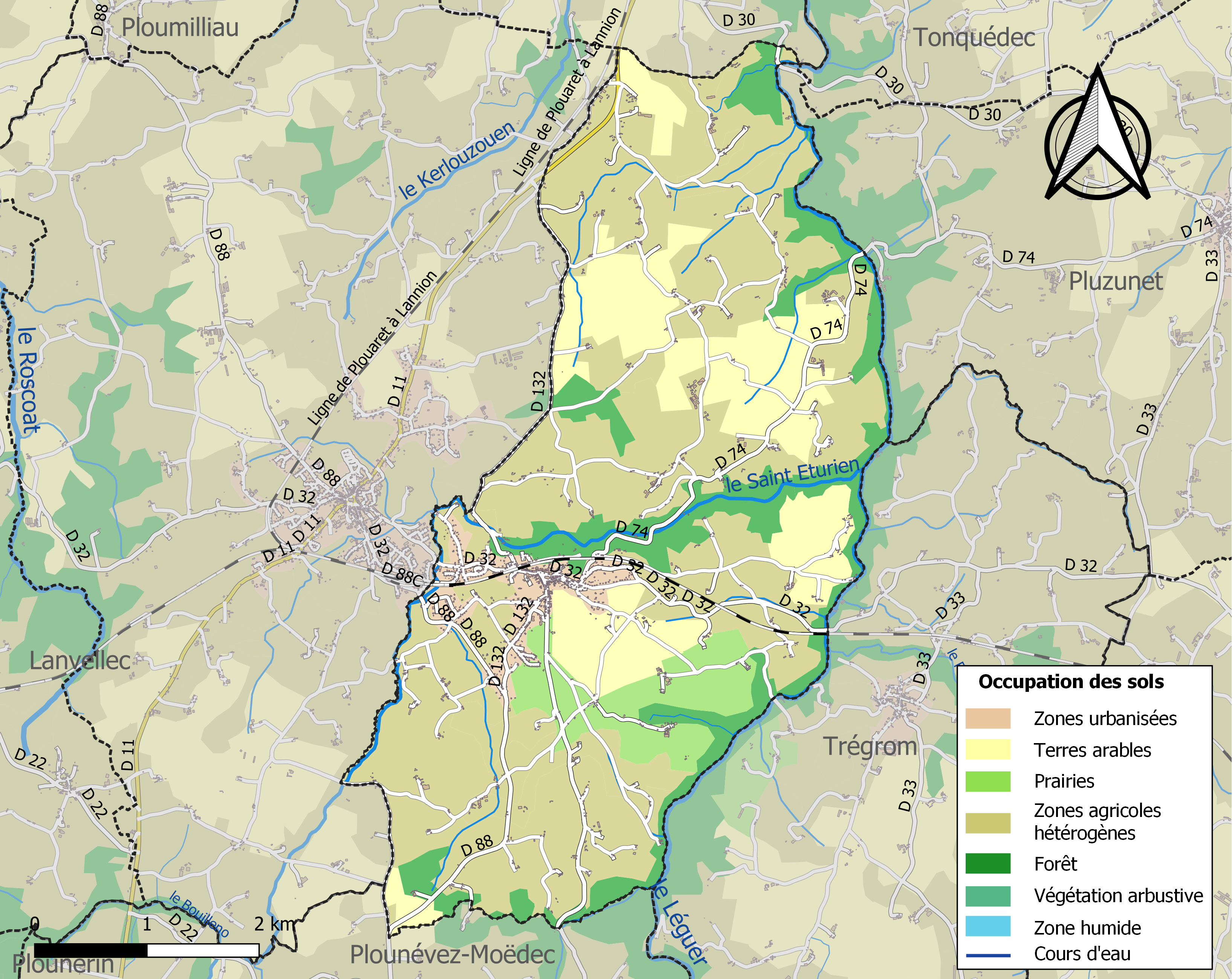
Carte des infrastructures et de l'occupation des sols de la commune en 2018 (CLC).

## Toponymie
Le nom de la localité est attesté sous les formes Viel Marchie en 1334, le Veillmerch en 1405, le Vueill Marche en 1433, Vuilz Marche en 1441, Vieumarchie en 1444, Le Vieulx Marche en 1493.
Ar C'houerc'had en breton.

## Histoire

### La Renaissance
La châtellenie du Viellmerch est citée dès 1445 (Actes de Jean V). Le Vueil Merché est appelé ville en 1433 et bourg en 1441 Le Vulz Merché. Cette ville, où il y avait un marché chaque mercredi dès 1433, n'avait pas de paroisse sous l'Ancien Régime et appartenait à celle de Plouaret.

### L'Époque moderne
Aucune municipalité ne fut élue en 1790 au Vieux-Marché. Pendant la Révolution par la loi du 1er Vendémiaire An III (23 septembre 1795) lorsque les municipalités de commune furent remplacées par des municipalités de Canton. Il fut créé le Canton de Vieux-Marché-Plouaret et cela jusqu'au Consulat par la Loi du 28 pluviôse An VIII (17 février 1800).
Par décret du 11 janvier 1860, Le Vieux-Marché fut érigé en succursale, dont le territoire fut séparé du territoire propre de la cure de Plouaret. Le Vieux-marché a été séparé de la commune de Plouaret et érigé en commune par la loi du 30 mai 1866. Le 26 mai 1878, fut posée la première pierre de l'église Notre-Dame de la Consolation.

### LeXXesiècle

#### Les guerres duXXesiècle
Le monument aux morts porte les noms des 145 soldats morts pour la Patrie :
- 138 sont morts durant la Première Guerre mondiale ;
- 7 sont morts durant la Seconde Guerre mondiale.

Le dimanche 16 mars 1944, un train de marchandises dérailla sur la voie Paris-Brest par suite d'un sabotage perpétré par des résistants.
Le 24 juillet 1954, un pèlerinage des Sept-Saints fut ouvert aux musulmans à l'initiative du Professeur Louis Massignon. Ce fut le premier pèlerinage islamo-chrétien. Ce pèlerinage se tient tous les ans le 3e dimanche de juillet.
Le 11 août 1968, des moines celtiques venus d'Arzon (Morbihan) fondèrent une mission aux Sept-Saints. Le 10 juin 1975, le monastère de l’Église celtique fut fermé aux Sept-Saints et transféré dans les landes de Run-Memo où les moines missionnaires celtiques vécurent jusqu'en septembre 1976.

## Langue bretonne
Le nom breton de la commune est Ar C'houerc'had.
L’adhésion à la charte Ya d’ar brezhoneg a été votée par le Conseil municipal le 11 juillet 2012.

## Politique et administration
| Période                                  | Période                       | Identité                    | Étiquette   | Qualité |
| ---------------------------------------- | ----------------------------- | --------------------------- | ----------- | --- |
| ?                                        | ?                             | Jacques Michel Even         | Républicain | Docteur-médecin à Plouaret Député des Côtes-du-Nord (1881 → 1885) Conseiller général de Plouaret (1898 → 1909)                                      |
| 1909                                     | 1940                          | Pierre Even                 | PRS         | Médecin Député des Côtes-du-Nord (1910 → 1924 et 1928 → 1930) Sénateur des Côtes-du-Nord (1930 → 1940) Conseiller général de Plouaret (1909 → 1940) |
| Les données manquantes sont à compléter. |                               |                             |             | |
| mai 1945                                 | 8 juin 1946 (démission)       | François Le Meur            | Soc.ind.    | |
| 8 juin 1946                              | ?                             | François Trémel (1892-1957) | PCF         | Cultivateur, ancien adjoint au maire Conseiller général de Plouaret (1945 → 1951)                                                                   |
| ?                                        | 19 mars 1977                  | Paul Menut                  | MRP         | Notaire |
| 19 mars 1977                             | 15 mars 2008                  | Michel Disez                | PCF puis PS | Agent commercial retraité Président de la CC de Beg Ar C'hra (1995 → 2008)                                                                          |
| 15 mars 2008                             | 26 mai 2020                   | Gérard Kernec               | FG          | Retraité de la RATP |
| 26 mai 2020                              | En cours (au 19 janvier 2021) | Alain Garzuel               | DVG         | Technico-commercial retraité Premier adjoint au maire (2014 → 2020)                                                                                 |
| Les données manquantes sont à compléter. |                               |                             |             | |

Le Vieux-Marché et Plouaret sont jumelés avec la ville Irlandaise de Charleville (Irlande) dans le comté de Cork.

## Population et société

### Évolution démographique
L'évolution du nombre d'habitants est connue à travers les recensements de la population effectués dans la commune depuis 1866. Pour les communes de moins de 10 000 habitants, une enquête de recensement portant sur toute la population est réalisée tous les cinq ans, les populations de référence des années intermédiaires étant quant à elles estimées par interpolation ou extrapolation. Pour la commune, le premier recensement exhaustif entrant dans le cadre du nouveau dispositif a été réalisé en 2004.

En 2022, la commune comptait 1 276 habitants, en évolution de −4,71 % par rapport à 2016 (Côtes-d'Armor : +1,78 %, France hors Mayotte : +2,11 %).
| 1866  | 1872  | 1876  | 1881  | 1886  | 1891  | 1896  | 1901  | 1906  |
| ----- | ----- | ----- | ----- | ----- | ----- | ----- | ----- | ----- |
| 2 420 | 2 510 | 2 514 | 2 524 | 2 589 | 2 512 | 2 384 | 2 266 | 2 137 |

| 1911  | 1921  | 1926  | 1931  | 1936  | 1946  | 1954  | 1962  | 1968  |
| ----- | ----- | ----- | ----- | ----- | ----- | ----- | ----- | ----- |
| 2 214 | 2 097 | 2 065 | 1 727 | 1 692 | 1 557 | 1 550 | 1 528 | 1 469 |

| 1975  | 1982  | 1990  | 1999  | 2004  | 2006  | 2009  | 2014  | 2019  |
| ----- | ----- | ----- | ----- | ----- | ----- | ----- | ----- | ----- |
| 1 421 | 1 289 | 1 187 | 1 108 | 1 132 | 1 117 | 1 249 | 1 329 | 1 285 |

| 2022  | - | - | - | - | - | - | - | - |
| ----- | - | - | - | - | - | - | - | - |
| 1 276 | - | - | - | - | - | - | - | - |

### Enseignement
Il existe une école primaire avec une classe bilingue breton. À la rentrée 2023, 20 élèves étaient inscrits en filière bilingue, soit 20 % des élèves du 1er degré inscrits sur la commune.

## Lieux et monuments
Liste du patrimoine de Vieux-Marché.
- L'église Notre-Dame, inscrite en 1927 au titre des monuments historiques[30].
- Augustine[31], une cloche fondue à Lyon en 1868 par Burdin aîné pour la cathédrale Saint-Philippe d'Alger (actuelle mosquée Ketchaoua) où elle est baptisée, le 25 mars, par monseigneur Lavigerie, premier archevêque d'Alger, et où elle sonne jusqu'en 1963 ; elle a été rapportée d'Alger et placée dans le clocher de l'église paroissiale le 22 juillet 1965 à la demande de l'abbé François Riou, recteur, de Menut, maire de la commune, et des paroissiens ; elle porte notamment les inscriptions « Venez chrétiens et musulmans et ensemble adorons le Seigneur » et « Appelez-moi cloche de l'unité » ; propriété de la commune, elle est classée au titre objet depuis le 18 18 octobre 1974.
- Chapelle des Sept-Saints, où les honore les Sept Dormants d'Éphèse, lieu d'un pèlerinage islamo-chrétien, classé en 1956 au titre des monuments historiques[32] ;
- Manoir de Guernaham[33], théâtre d'une nouvelle d'Anatole Le Braz, les noces noires de Guernaham, parue en 1901[34].
- Manoir de Goaz Froment[35], édifice construit entre 1598 et 1601[36].
- Maison de Kergoz, datée de 1671, inscrite en 2003 au titre des monuments historiques[37].
- Dolmen de la Chapelle des Sept-Saints, classé au titre des monuments historiques par la liste de 1889[38].
- La croix de la Trinité, sise à côté de la chapelle de la Trinité, est inscrite en 1964 au titre des monuments historiques[39].
- Le monument aux morts.

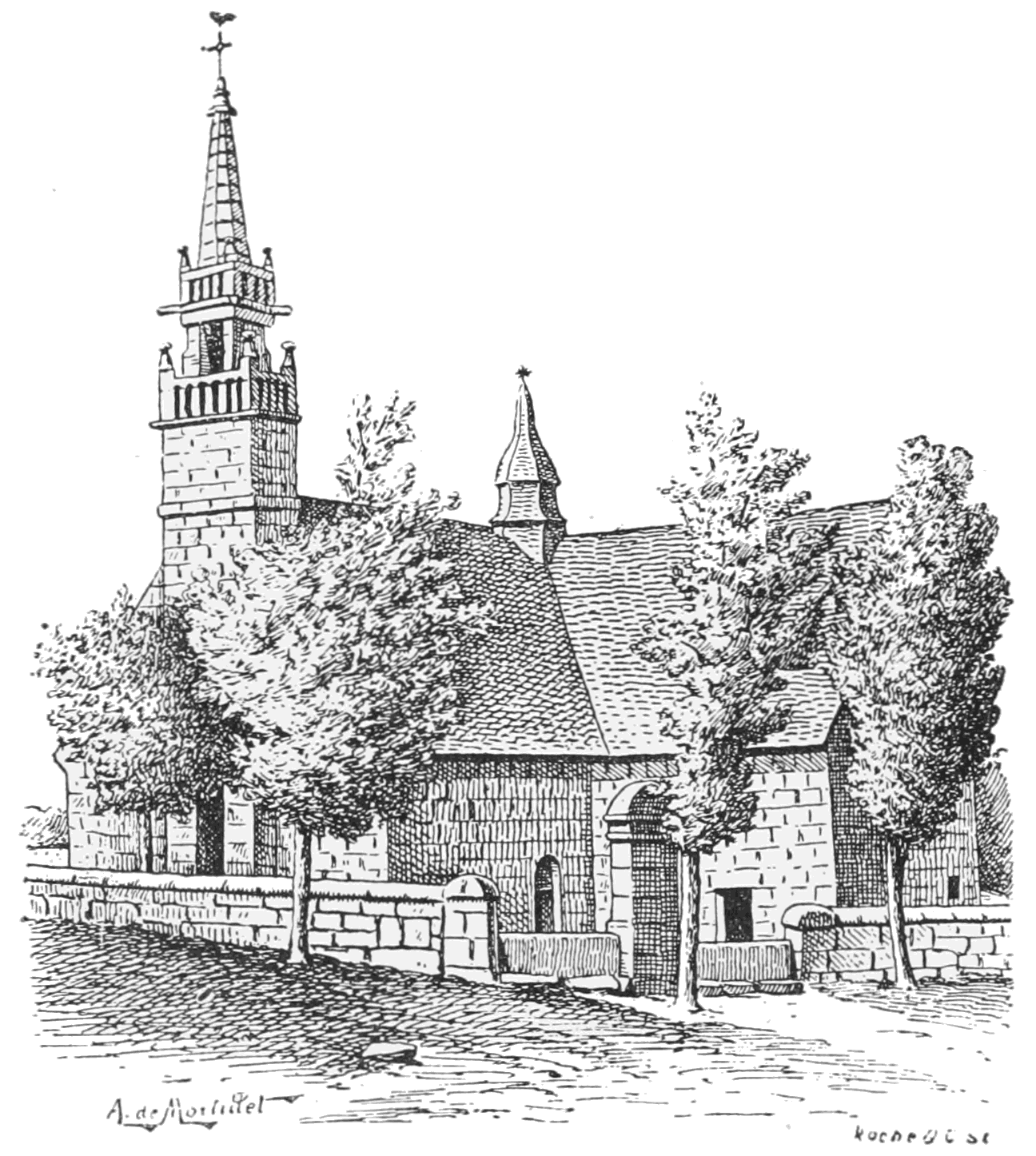
La chapelle des Sept-Saints en 1898.
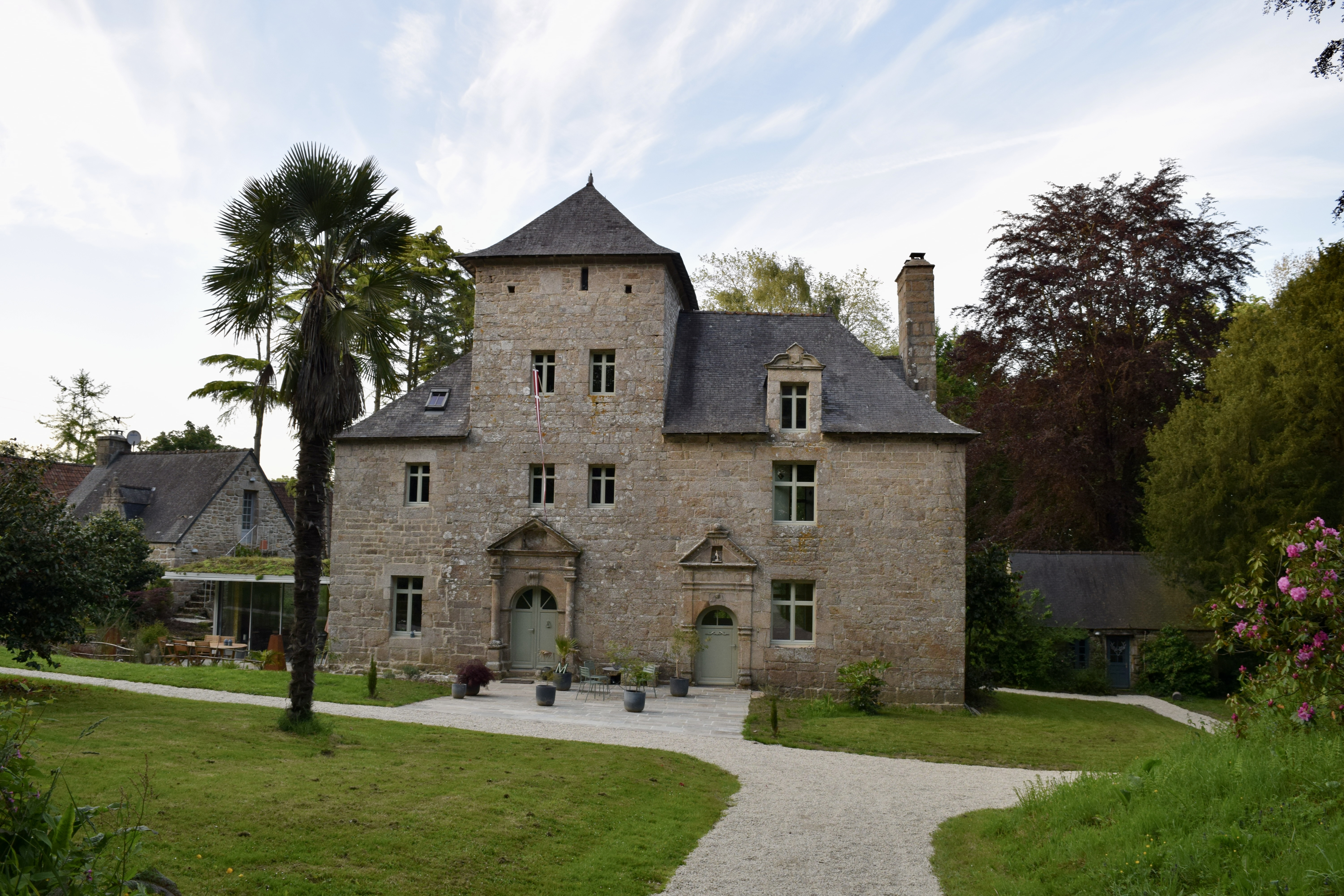
Manoir de Goaz Froment (vue de la façade principale).
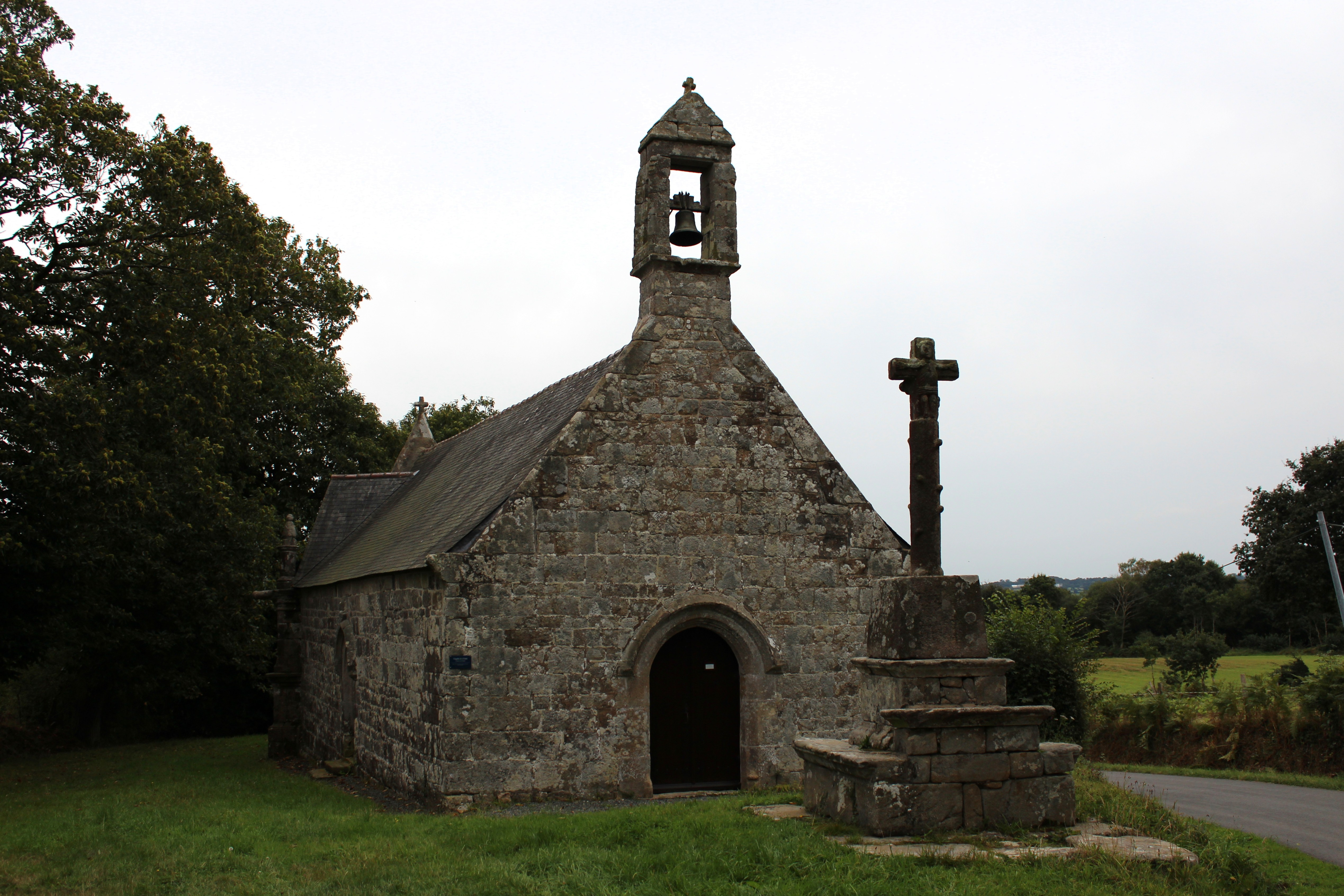
La chapelle et croix de la Trinité.
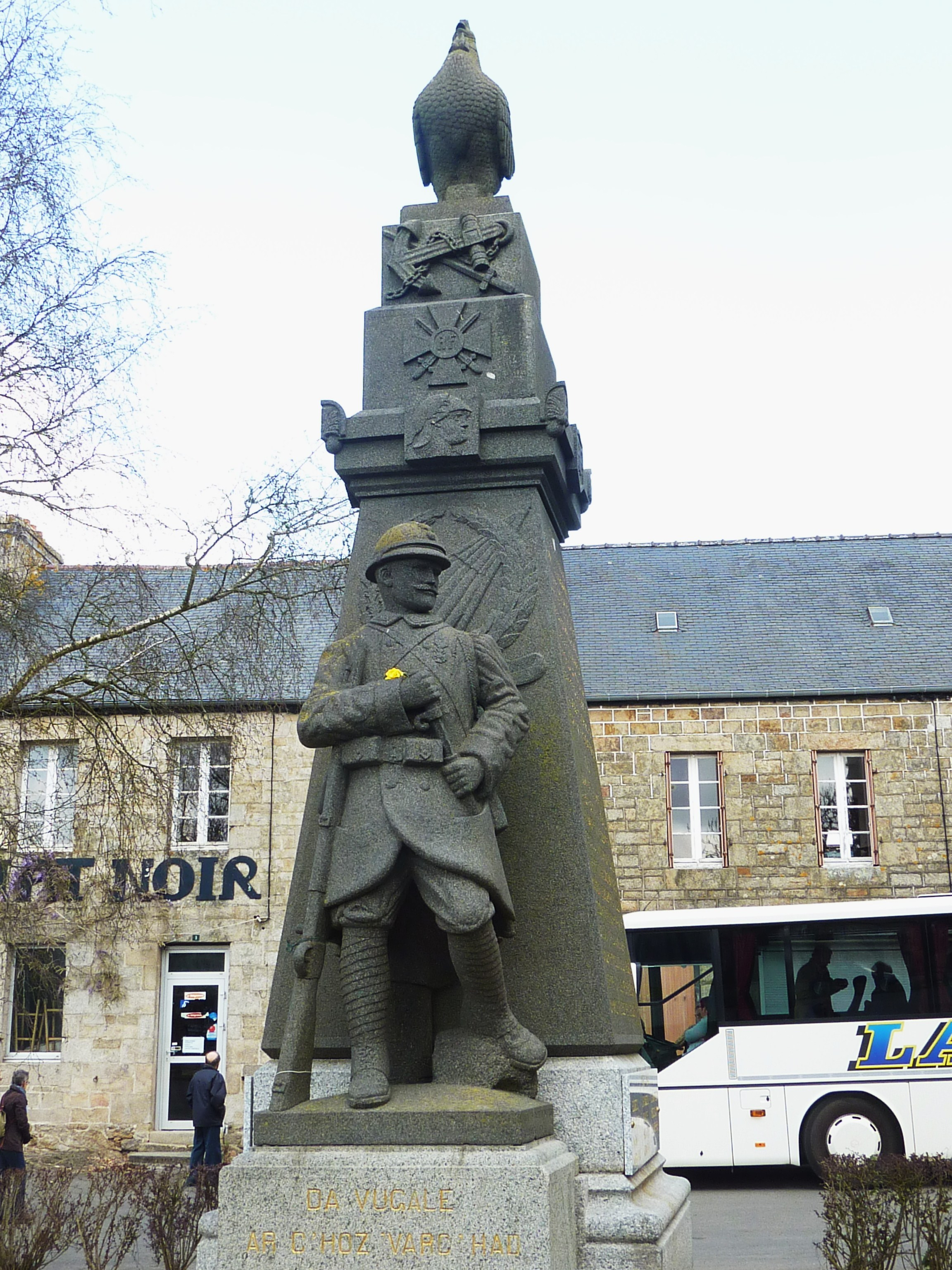
Vue générale du monument aux morts.
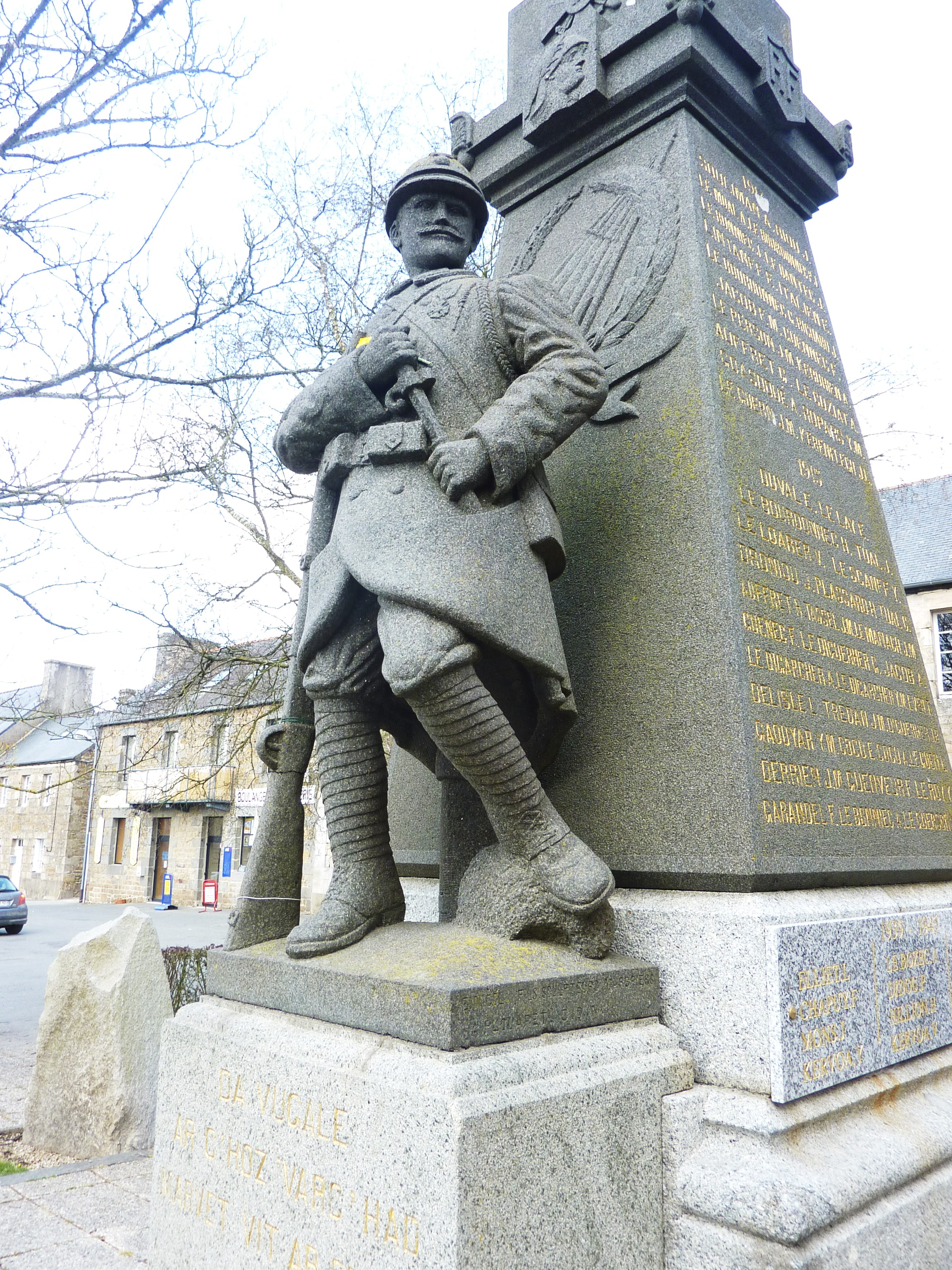
Détail de la statue du monument aux morts : l'aigle allemand qui se trouvait au pied du soldat français a été détruit par les Allemands pendant la Seconde Guerre mondiale.

## Personnalités liées à la commune
- Anjela Duval (1905-1981), poétesse de langue bretonne. Une statue d'Anjela Duval a été inaugurée sur la place principale du bourg en novembre 2011.
- Pierre Even (1884-1941), médecin et homme politique. Il est à l'origine de la création du ministère de la Santé publique.
- Anatole Le Braz (1859-1926), écrivain et un folkloriste français de langue bretonne.
- Paul Le Flem (1881-1984), compositeur, grand-père de l'actrice Marika Green et arrière-grand-père de l'actrice Eva Green.
- François-Marie Luzel (1821-1895), folkloriste et poète en langue bretonne, né au manoir de Keranborn-Bras.
- Louis Massignon (1883-1962), universitaire et islamologue français. Il crée le pèlerinage des Sept Dormants d'Éphèse au Vieux-Marché en 1954.
- Marie-Louise-Julie de La Rivière[40]  mère du Marquis Gilbert du Motier de La Fayette, elle possédait des terres à Plouaret et Vieux-Marché[41].